# Poker face (浜崎あゆみの曲)
「poker face」（ポーカー・フェイス）は、日本の歌手・浜崎あゆみの1stシングル。1998年4月8日にavex traxより発売。
1999年6月19日にアナログ盤で再発売し、2001年2月28日には12cmCDで再発売している。

## 構成
浜崎は本作以前に女優を中心に活動をしていた1995年日立グループの日本コロムビアより発売の「NOTHING FROM NOTHING」（AYUMI featuring DOHZI-T & DJ BASS名義）でCDデビューを果たしていたが、avex traxに移籍し、歌手として再デビュー。浜崎あゆみ名義でのデビュー作は本作となる。
店舗用カセットと8cm CDでは収録曲が異なり、カセットでは2曲目が「FRIEND」ではなく「SIGNAL」に変更されている。

## 背景・逸話
当時の専務でありプロデューサーだった松浦勝人は、浜崎が歌手デビューする際に3～4人組のグループを結成し、そのボーカルに浜崎を据えるつもりでいたが本人が断り、ソロでやりたいという本人の強い希望に沿う形で現在での形になった。また、ソロデビュー直前には『「ビジュアル的に100％完璧だった」が、それゆえアイドルになってしまわないかと心配だった』という。
ジャケットも当初は、顔を露出して認知度を高めるところであったが、周囲の芸能関係者からは「アイドルっぽすぎて浜崎の顔では絶対に売れない」と言われていた。そのため、プロデューサーである松浦は、あえて顔がはっきりと分かりにくいジャケットで採用したと語っている。
COUNT DOWN TVのタイアップやHEY!HEY!HEY!やうたばんなど歌番組に大々的に出演したものの、デビュー曲ながら初登場20位を記録し累計4.3万枚を売上げたことに、松浦勝人はアイドル時代のファンがまだこんなにも居たのかと驚いたという。

## 収録曲

### CD
全曲作詞：ayumi hamasaki / 作曲：Yasuhiko Hoshino
1. poker face "Original Mix" [4:39]
編曲：Akimitsu Homma
TBS系『COUNT DOWN TV』1998年2月・3月度オープニングテーマ
2. FRIEND "Original Mix" [4:10]
編曲：Akimitsu Homma
3. poker face "KM MARBLE LIFE REMIX" [5:36] ※再発盤(12cmCD)のみ
Remixed by KOICHI MATSUMOTO = HOUSE FOUNDATION
4. poker face "NAO'S ATTITUDE MIX" [6:52] ※再発盤(12cmCD)のみ
Remixed by BAD ATTITUDE + BEAT CIRCUS
5. poker face "D-Z Spiral Delution Mix" [5:56] ※再発盤(12cmCD)のみ
Remixed by D-Z
6. poker face "ORIENTA-RHYTHM CLUB MIX" [6:20] ※再発盤(12cmCD)のみ
Remixed by ORIENTA-RHYTHM for BASEMENT FACTORY PRODUCTIONS
7. poker face "Original Mix -Instrumental-" [4:39]
8. FRIEND "Original Mix -Instrumental-" [4:10]

### アナログ盤
1. poker face "D-Z Spiritual Guidance Mix" [6:24]
Remixed by D-Z
リミックスアルバム『ayu-mi-x』収録曲のロングバージョン。
2. poker face "D-Z Spiritual Delusion Mix" [5:56]
3. poker face "NAO'S ATTITUDE MIX" [6:52]
4. poker face "ORIENTA-RHYTHM CLUB MIX" [6:20]
5. poker face "KM MARBLE LIFE REMIX" [5:36]
6. poker face (Vocal Track) [3:46]

## 収録アルバム
- poker face
  - 『A Song for ××』
  - 『A COMPLETE 〜ALL SINGLES〜』
- FRIEND
  - 『A Song for ××』
- poker face "D-Z Spiritual Guidance Mix"
  - 『ayu-mi-x』(Radio Edit)

## 収録ライブ映像
- poker face
  - 『A museum 〜30th single collection live〜』
    - 『A 50 SINGLES 〜LIVE SELECTION〜』

  - 『ayumi hamasaki LIMITED TA LIVE TOUR』(A COMPLETE 〜ALL SINGLES〜)
  - 『ayumi hamasaki 15th Anniversary TOUR 〜A BEST LIVE〜』
  - 『ayumi hamasaki ASIA TOUR 〜24th Anniversary special@PIA ARENA MM〜』
  - 『ayumi hamasaki  COUNTDOWN LIVE 2016-2017 A『Just the beginning -20-』』(メドレー) (ayumi hamasaki UNRELEASED LIVE BOX A)